# Ensemble Admiral-Hipper-Straße (Weilheim in Oberbayern)

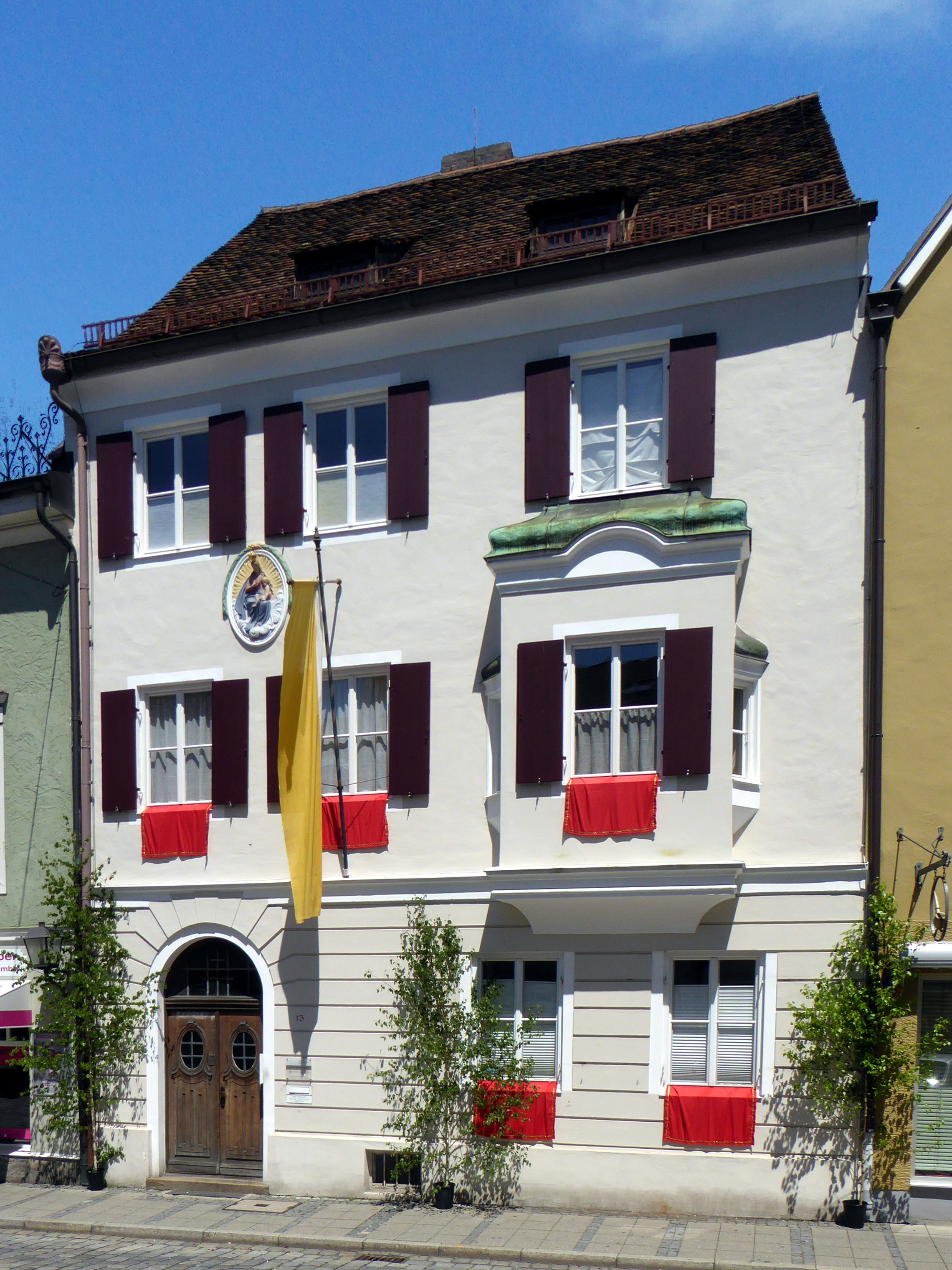
Katholisches Pfarrhaus

Das Ensemble Admiral-Hipper-Straße in Weilheim in Oberbayern, der Kreisstadt des oberbayerischen Landkreises Weilheim-Schongau, ist ein Bauensemble, das unter Denkmalschutz steht.
Es umfasst die ehemalige Obertorgasse (seit 1915 Admiral-Hipper-Straße, nach dem in Weilheim geborenen Franz von Hipper benannt), eine der drei Hauptachsen der planmäßig im 13. Jahrhundert angelegten Stadt. Diese führt von der Ostseite des Marienplatzes ostwärts zum 1872 abgebrochenen Obertor, wo seit 1936 das neue Rathaus steht. Der Straßenzug verbreitert sich zur Altstadt hin trichterförmig. In den Westteil dieser platzartigen Öffnung ist der freistehende Block der vier Bürgerhäuser der Apothekergasse eingestellt, der eine Teilung der Achse einerseits in Richtung zum Marienplatz, andererseits zum ehemaligen Pflegschloss in der Hofgasse herstellt.
Die geschlossene Bebauung des Ensembles weist überwiegend dreigeschossige Giebelhäuser aus der Mitte des 19. Jahrhunderts auf, die meist zu Geschäftshäusern ausgebaut worden sind. Die Putzfassaden sind häufig gegliedert. Die Gebäude Nr. 9, 11 und 13 bilden eine Traufhaus-Gruppe, die sich durch Flacherker auszeichnet. Das Gebäude Nr. 11 steht darüber hinaus an der Stelle des ältesten, 1538 aufgelassenen Rathauses.

## Einzeldenkmäler in der Admiral-Hipper-Straße

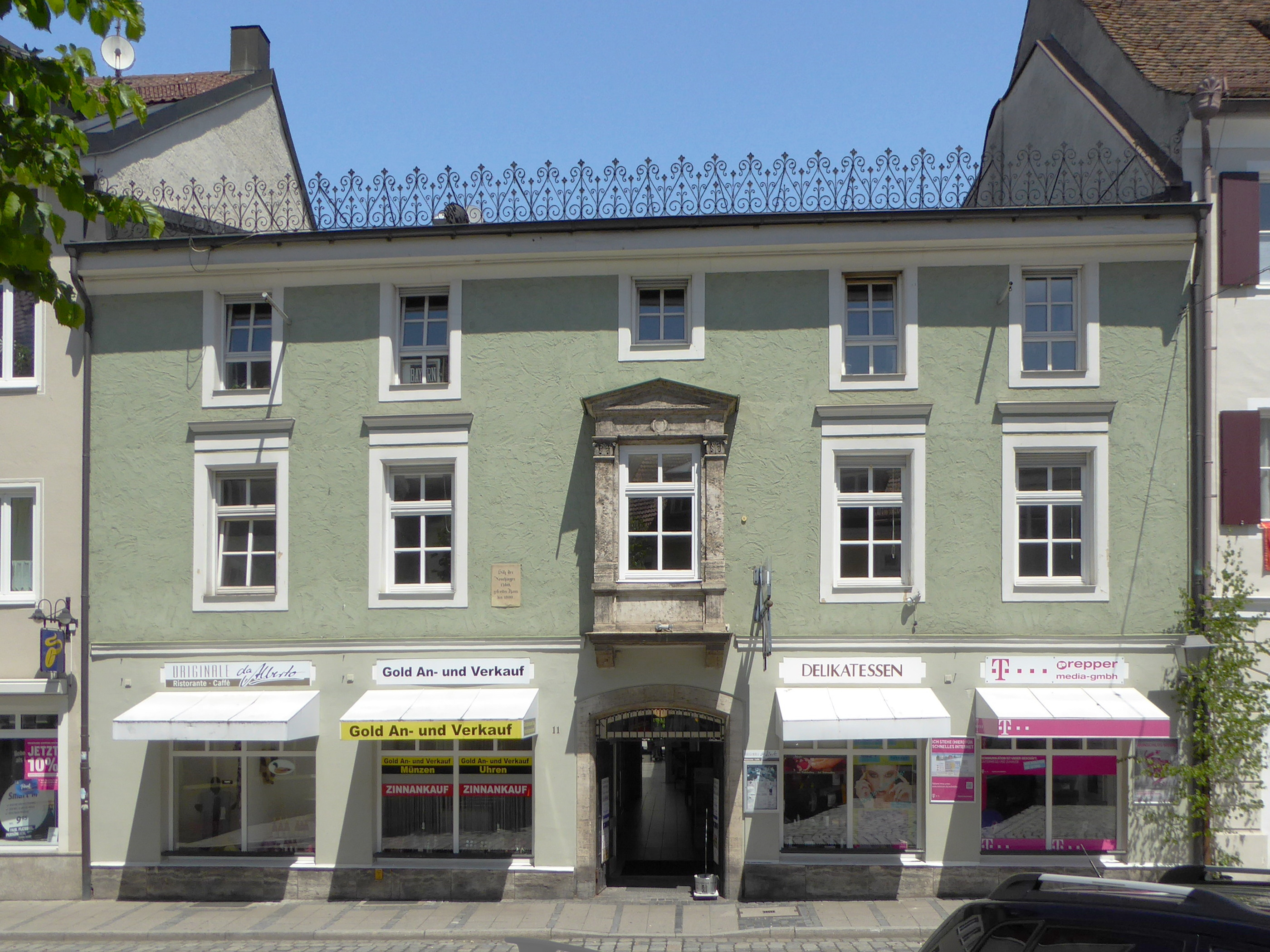
Admiral-Hipper-Straße 11

- Admiral-Hipper-Straße 2: Wohn- und Geschäftshaus
- Admiral-Hipper-Straße 4: Wohn- und Geschäftshaus
- Admiral-Hipper-Straße 6: Ehemals Badehaus, jetzt Apotheke
- Admiral-Hipper-Straße 7: Wohn- und Geschäftshaus
- Admiral-Hipper-Straße 9: Ehemals Gasthaus Zu den drei Mohren
- Admiral-Hipper-Straße 10: Wohn- und Geschäftshaus
- Admiral-Hipper-Straße 11: Ehemals Patrizierhaus, sogenanntes Neuchingerhaus
- Admiral-Hipper-Straße 13: Katholisches Pfarrhaus
- Admiral-Hipper-Straße 14: Wohn- und Geschäftshaus
- Admiral-Hipper-Straße 16: Wohn- und Geschäftshaus
- Admiral-Hipper-Straße 19: Wohn- und Geschäftshaus